# James Weddell

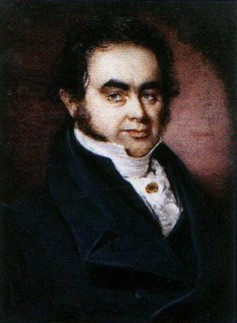
James Weddell

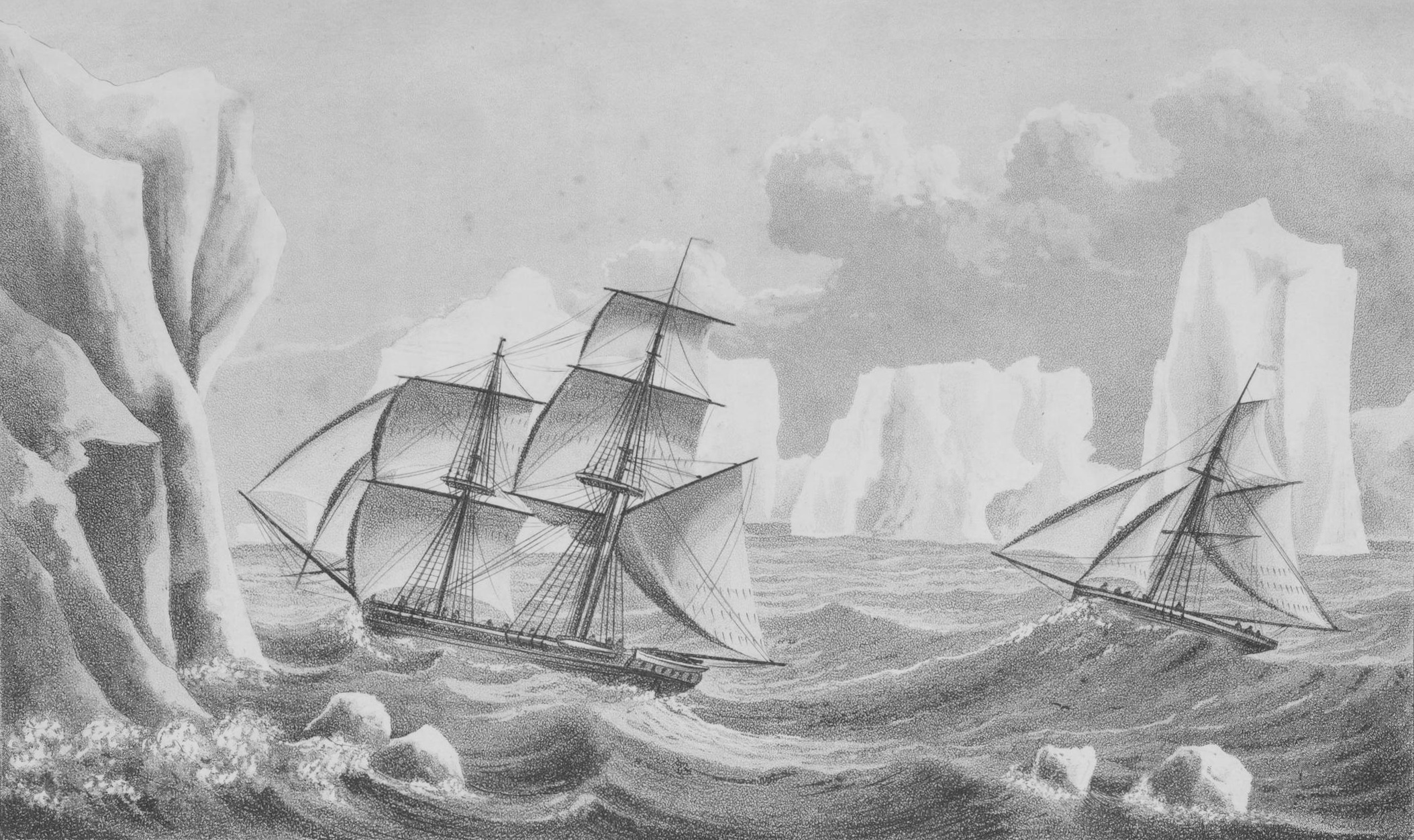
De tweede James Weddell expeditie

James Weddell (Oostende, 24 augustus 1787 – Londen, 9 september 1834) was een Britse zeeman en poolverkenner.
Weddell ging op erg jonge leeftijd bij de handelsvloot, en bleef daar tot 1820, toen hij zich als vrijwilliger bij de Britse Koninklijke Marine voegde. In 1819 werd Weddell voorgesteld aan James Starchan, een Leithse scheepsbouwer, die samen met James Mitchell na de ontdekking van de Zuidelijke Shetlandeilanden naar nieuwe zeegronden ging zoeken in het zuiden. Met het Amerikaans gebouwde schip Jane, overgenomen in de oorlog van 1812, vertrok Weddell naar het zuiden, waar hij de Falklandeilanden bereikte, en nog verder ging. Hij keerde terug met een goed gevuld ruim, en wilde al snel terugkeren met een nieuw gebouwd schip, de Beaufroy.
De volgende reis, van 1821 tot 1822, bracht de beide schepen naar de Zuidelijke Shetlandeilanden. Omdat de Shetlandeilanden al geheel waren uitgemolken gingen de twee schepen verder, en op 22 november bereikten ze de Zuidelijke Orkneyeilanden. Ze keerden terug naar Engeland, waar ze aankwamen in juli.
Tijdens de derde reis, van 1822 tot 1824, had Weddell weer het commando over de Jane. Samen bezochten ze de Zuidelijke Orkneyeilanden weer. Het weer was ongewoon zacht, en op 17 februari 1823 hadden de twee schepen de 74ste breedtegraad bereikt, de meest zuidelijke positie die een schip ooit had bereikt. Een zuidelijkere positie werd niet binnen de volgende 80 jaar bereikt. Aangezien Weddell buiten enkele ijsbergen geen nieuw land ontdekte, bedacht hij dat de zee tot aan de zuidpool liep. Twee dagen later zou hij land hebben ontdekt, maar hij keerde terug. De regio zou niet meer bezocht worden tot 1911, toen Wilhelm Filchner de Filchner-Ronne-ijsschots ontdekte.
Weddell schuilde dan maar bij Zuid-Georgia. Ze overwinterden bij de Falklandeilanden, en voeren terug naar de Zuidelijke Shetlands in november 1823. In het begin van 1824 scheidden de twee schepen. In maart keerde Weddell terug naar de Falklandeilanden, en keerde vervolgens terug naar Engeland, waar hij aankwam in juli.
Nadat Weddells verzoek aan de admiraliteit om terug te keren werd afgewezen, ging hij weer handelen aan de Atlantische kusten. In 1829 zonk de Jane. Weddell overleefde de ramp ternauwernood. Het verlies van de Jane was echter een financiële ramp voor Weddell, waardoor hij terug in dienst moest treden bij de vloot.
Weddell stierf in 1834 op 47-jarige leeftijd als een relatief arm en onbekend man in Londen.